# Křinice
Křinice là một làng thuộc huyện Náchod, vùng Královéhradecký, Cộng hòa Séc.